# Sciurus aestuans
Sciurus aestuans е вид бозайник от семейство Катерицови (Sciuridae).

## Разпространение
Видът е разпространен в Бразилия, Венецуела, Гвиана, Колумбия, Суринам и Френска Гвиана.